# Ct-Wert

Signal aufgetragen über den Zyklen. Wenn der Grenzwert (gestrichelt) überschritten wird, kann C_{t} bestimmt werden.

Der Ct-Wert (engl. cycle threshold, kurz Ct) ist in der Molekularbiologie die Zahl der Zyklen bei einer Realtime-PCR, die nötig sind, um einen vorher definierten Grenzwert im Messsignal (z. B. einem Fluoreszenzsignal) der amplifizierten DNA zu überschreiten. Je mehr DNA (RNA) in einer Probenlösung vor der PCR schon vorlag, desto weniger Amplifikationszyklen sind nötig, um den entsprechenden Schwellenwert zu erreichen. Bei konstanten Reaktionsbedingungen lässt sich aus diesem Wert auf die Menge der anfänglich vorhandenen DNA (RNA) rückschließen, weshalb er zur Quantifizierung entsprechender Konzentrationen eingesetzt wird. Bei Studien zur Genexpression kann die Kopienanzahl absolut oder relativ gegen ein internes Kontrollgen vermessen werden.
Die Konstanz der Reaktionsbedingungen ist nur im Idealfall gegeben und hängt im Allgemeinen von diversen äußeren Faktoren ab (Reaktionseffizienz, Effizienz der Spaltung oder Hybridisierung, Empfindlichkeit des jeweiligen Tests). Selbst geringe Abweichungen in der PCR-Effizienz können das Ergebnis stark beeinflussen.